# قلعه بالمورال
قلعه بالمورال (به انگلیسی: Balmoral Castle) یکی از اقامتگاه‌های اصلی خانواده سلطنتی بریتانیا در اسکاتلند است. مساحت زمین‌های احاطه‌کننده کاخ بالغ بر ۲۰ هزار متر مربع  است. قلعه بالمورال با هزینه شخصی ملکه ویکتوریا خریداری و بازسازی شد. این ملک اکنون از املاک شخصی چارلز سوم و متعلق به خاندان سلطنتی بریتانیا محسوب می‌شود.
معمولاً الیزابت دوم، ملکه بریتانیا ماه‌های اوت و سپتامبر را در دژ بالمورال سپری می‌کرد. قلعه بالمورال از سال ۱۸۵۲ یکی از اقامت‌گاه‌های خاندان سلطنتی بریتانیا محسوب می‌شود.